# Eindtermen
Eindtermen zijn beknopte omschrijvingen van de kennis, inzichten en vaardigheden waarover een leerling of student aan het eind van een opleiding minimaal zou moeten beschikken. Anders gezegd: het streefdoel van wat een leerling, student of cursist 'kent, snapt en kan'  na voltooiing van een  opleiding of cursus. In het Engels spreekt men van ‘standards’, ‘qualifications’ of ‘descriptors’.

## Herkomst
In Nederland bestond er begin jaren zeventig van de 20e eeuw een Commissie Voorbereiding Herprogrammering Wetenschappelijk Onderwijs, de CVHWO. Secretaris van die commissie was Cees-Jan Snijders. In een van zijn concepten voor de commissie gebruikte hij het woord eindtermen, menende dat dat al een gangbaar begrip was. Sommige commissieleden wilden het meteen uit het stuk verwijderd hebben, maar de Amsterdamse hoogleraar Adriaan de Groot pleitte sterk voor handhaving. Kort daarna schreef hij zijn bekend geworden artikel 'Hoe stelt men eindtermen op?' voor het blad Universiteit en Hogeschool. De Leidse hoogleraar C.A. Zaalberg meende dat het woord al eerder in rooms-katholieke kring gebruikt werd, maar wist niet voor welk doel. Tot op heden is dit onbekend.

## Vlaanderen
De eerste Vlaamse eindtermen werden gemaakt door de Afdeling Curriculum (de vroegere Entiteit Curriculum, daarvoor Dienst voor onderwijsontwikkeling). Ze werden goedgekeurd in het Vlaams Parlement in 1997.

### Historiek
In september 2019 gingen de vernieuwde eindtermen voor de eerste graad van het secundair onderwijs in voege. Deze werden gelijktijdig met de modernisering van het secundair onderwijs en dus ook progressief ingevoerd. Door de andere aard van de tweede en derde graad van het secundair onderwijs na de modernisering van het secundair onderwijs, werden de eindtermen voor de tweede en derde graad van het secundair onderwijs in een ander decreet bepaald. Dit decreet werd op 12 februari 2021 goedgekeurd en moest in voege gaan in september 2022 om de progressiviteit van de uitrol van de modernisering van het secundair onderwijs te kunnen volgen. Dit decreet werd echter vernietigd door het grondwettelijk hof op vraag van enkele methodescholen en een grote groep scholen van het Katholiek Onderwijs Vlaanderen. Dit decreet was in strijd met de grondwettelijk gegarandeerde vrijheid van onderwijs, oordeelde het hof. Nieuwe eindtermen voor de tweede en derde graad van het secundair onderwijs moeten nog gemaakt worden.

### Impact op de school
Het halen van eindtermen is vooral van belang voor de school: de school moet aantonen dat ze de nodige inspanningen doet om haar leerlingen de gestelde eindtermen te laten behalen (inspanningsverplichting). Er zijn vakgebonden eindtermen (wiskunde, taal, ... ) maar eveneens vakoverschrijdende eindtermen (VOET): milieu-educatie, leren leren en leren kiezen, sociale vaardigheden, opvoeden tot burgerzin en gezondheidseducatie. Voor het lager onderwijs zijn er drie:
leren leren, ICT-vaardigheden en sociale vaardigheden. De onderwijsinspectie hanteert de eindtermen om het onderwijs te evalueren. Het niet kunnen halen van eindtermen kan echter nooit gebruikt worden tegen individuele leerlingen. Zo kunnen leerlingen die inclusief onderwijs volgen de eindtermen loslaten. Het loutere feit van het niet kunnen halen van eindtermen kan dan ook niet gebruikt worden als weigeringsgrond bij een inschrijving.
Het spreekt wel voor zich dat een school bij het uitreiken van een getuigschrift zich zal baseren op de eindtermen, zodat leerlingen die de eindtermen niet halen mogelijk ook geen getuigschrift zullen krijgen.

### Eindtermen en ontwikkelingsdoelen
Eindtermen verschillen van ontwikkelingsdoelen. In tegenstelling tot eindtermen, die als geheel vastgelegd worden voor een bepaald moment in de opleiding van jongeren, ligt bij de ontwikkelingsdoelen de klemtoon op het aanbieden van bepaalde doelen aan kinderen voor wie het geheel van eindtermen onbereikbaar is. Vandaar dat ontwikkelingsdoelen vooral gebruikt worden in het buitengewoon onderwijs. En zelfs daar worden deze doelen niet als een totaalpakket gebruikt: voor elke leerling wordt individueel beslist welke ontwikkelingsdoelen nagestreefd zullen worden. Het gebruik van ontwikkelingsdoelen is dus veel flexibeler dan dat van eindtermen in het gewoon onderwijs.
Wanneer zijn er eindtermen of ontwikkelingsdoelen?
- In het kleuteronderwijs worden enkel ontwikkelingsdoelen vooropgesteld.
- In het gewoon lager onderwijs zijn er eindtermen op het einde van de lagere school.
- In het buitengewoon onderwijs werkt men enkel met ontwikkelingsdoelen.
- In het gewoon secundair onderwijs zijn er eindtermen op het einde van elke graad, behalve de B-stroom in de eerste graad, die ook met ontwikkelingsdoelen werkt.

Bij de eindtermen is de school resultaatplichtig. Dit houdt in dat de school moet kunnen aantonen dat ze aan die eindtermen werkt. Bij ontwikkelingsdoelen is de school inspanningsplichtig. Dit houdt dan uiteraard in dat school moet bewijzen dat ze een inspanning levert om de doelen te bereiken.

## Nederland
In Nederland zijn er onder andere eindtermen opgesteld voor het basisonderwijs, het voortgezet onderwijs en de volwasseneneducatie. In het hoger onderwijs kent iedere studie zijn eigen eindtermen. De eindtermen voor het basisonderwijs worden kerndoelen genoemd. 
Voor de basisschool is er een inzetverplichting van de school, geen resultaatverplichting. Er wordt ook niet afgesloten met een soort van examen. Men kan ook niet de basisschool wel of niet halen. De leerling doorloopt er een aantal jaren en onder begeleiding van het personeel en de leerling zelf probeert iets te bereiken. Na 8 jaar houdt men er gewoon mee op, of de eindtermen nu bereikt zijn of niet. Meestal neemt men wel deel aan de Citotoets. Daarnaast is er ook een advies van de schoolleiding over de voor de leerling best passende vervolgopleiding in  het voortgezet onderwijs.

## Europa
Op initiatief van Nederland en Vlaanderen zijn in de jaren 2001-2004 voor het hoger onderwijs in Europa de zogenaamde Dublin-descriptoren opgesteld, genoemd naar de plaats waar deze overeenkomst bereikt werd. De aanleiding voor het opstellen van deze eindtermen was de in steeds meer landen ingevoerde indeling in een Bachelor-diploma en Master-diploma. Men wilde dat helder zou worden wat de verschillen zijn tussen de kwalificaties of eindtermen voor deze twee onderwijstrajecten in het hoger onderwijs. Dit mede met oog op  studenten die een deel van hun studie aan een buitenlandse universiteit willen studeren.
Het feit dat het initiatief voor het opstellen van de Dublin-descriptoren uit Nederland en Vlaanderen kwam heeft ongetwijfeld te maken met het feit dat hier al vanaf 1974 met het instrument van eindtermen gewerkt werd (zie hierboven onder Herkomst).